# Mačkovac (Kuršumlija)
Pour les articles homonymes, voir Mačkovac.
Mačkovac (en serbe cyrillique : Мачковац) est un village de Serbie situé dans la municipalité de Kuršumlija, district de Toplica. Au recensement de 2011, il comptait 268 habitants.

## Démographie

### Évolution historique de la population
| 1948 | 1953 | 1961 | 1971 | 1981 | 1991 | 2002 | 2011 |
| ---- | ---- | ---- | ---- | ---- | ---- | ---- | ---- |
| 619  | 650  | 594  | 587  | 554  | 394  | 298  | 268  |

|  |